# Giorgio Santelli
Giorgio Santelli, także György László Italó Pál Santelli (ur. 25 listopada 1897 w Budapeszcie, zm. 8 października 1985 w Teaneck) – włoski szermierz, mistrz olimpijski.

## Życiorys
Urodził się w Budapeszcie jako syn Italo Santellego, włoskiego fechmistrza, który w 1896 przeprowadził się do Budapesztu. Zachował jednak obywatelstwo włoskie.
Startował głównie w szabli. Na igrzyskach olimpijskich w Antwerpii w 1920 roku Włosi w składzie: Aldo Nadi, Nedo Nadi, Francesco Gargano, Oreste Puliti, Giorgio Santelli, Dino Urbani i Baldo Baldi zdobyli złoty medal w szabli drużynowej. W turnieju indywidualnym odpadł w półfinale.
W 1922 był mistrzem Węgier w szabli oraz mistrzem Austrii w szabli i florecie.
W 1924 zwyciężył w pojedynku na ciężkie szable broniąc honoru swego ojca, który został oskarżony publicznie przez kapitana włoskiej drużyny szermierczej na igrzyskach olimpijskich w Paryżu o stronniczość na korzyść reprezentacji Węgier.
Wyemigrował do Stanów Zjednoczonych w 1928, gdzie został trenerem szermierki. Prowadził reprezentację USA na pięciu igrzyskach olimpijskich od 1928 do 1952. Był również autorem choreografii szermierczej w wielu przedstawieniach na Broadwayu.